# Servei Andorrà d'Atenció Sanitària
El Servei Andorrà d'Atenció Sanitària (SAAS) és una entitat parapública responsable de proveir la major part de l'assistència sanitària a Andorra per delegació del Ministeri de Salut. Gestiona l'Hospital Nostra Senyora de Meritxell, onze centres d'atenció primària i un centre sociosanitari. El SAAS es va crear el 1986 i té la missió de prestar serveis sanitaris a tota la població del país.

## Centres sanitaris
El SAAS gestiona els següents centres:
- L'Hospital Nostra Senyora de Meritxell, l'únic d'Andorra, situat a Escaldes-Engordany.
- El Centre d'Atenció Primària de Canillo.
- El Centre d'Atenció Primària d'Encamp.
- El Centre d'Atenció Primària del Pas de la Casa.
- El Centre d'Atenció Primària d'Ordino.
- El Centre d'Atenció Primària de la Massana.
- El Centre d'Atenció Primària La Sardana, a Andorra la Vella.
- El Centre d'Atenció Primària d'Andorra la Vella.
- El Centre d'Atenció Primària de Santa Coloma
- El Centre d'Atenció Primària de Sant Julià de Lòria.
- El Centre d'Antenció Primària d'Escaldes-Engordany.
- El Centre d'Atenció Primària Fiter i Rossell, a Escaldes-Engordany.
- El Centre sociosanitari El Cedre, d'atenció a persones grans o discapacitades, a Andorra la Vella.